# Sound of the Underground (canção)
"Sound of the Underground" é o primeiro single lançado pelas vencedoras do programa Popstars:The Rivals, Girls Aloud. Foi lançado na semana do Natal no Reino Unido, e passou 4 semanas em primeiro lugar no UK Singles Chart – recebendo a certificação de platina. O mais espetacular sobre o sucesso da música é que a banda havia sido formada havia apenas 16 dias antes do lançamento da música. Foi também a faixa título do álbum de estréia do grupo, Sound of the Underground, sendo escrita e produzida por Xenomania.

## Lançamento e recepção
As Girls Aloud foram formadas em 30 de novembro de 2002, através do programa Popstars:The Rivals do canal ITV1. O conceito do programa era o de produzir uma boyband e um girlband que seriam "rivais" para concorrer ao primeiro lugar no UK Singles Chart da semana do Natal de 2002, a mais importante do ano.
As cinco garotas escolhidas para formar o grupo foram (na ordem): Cheryl Tweedy, Nicola Roberts, Nadine Coyle, Kimberley Walsh e Sarah Harding. Javine Hylton ficou em sexto lugar e não entrou para o grupo, apesar das expectativas de que ela seria uma das selecionadas.  A boyband, se chamava One True Voice, e foi selecionada por Pete Waterman. As Girls Aloud participavam de uma enorme turnê promocional para alcançar o primeiro lugar, usando o slogan "Buy Girls, bye boys" (em português: "compre as garotas, adeus aos garotos"), para convencer o público a comprar seu single. O single do One True Voice chamava-se "Sacred Trust", canção que mais tarde as Girls Aloud fizeram uma regravação, sendo lançada na edição especial do álbum das garotas The Sound of Girls Aloud.
Michael Osborn disse que o "Sound of the Underground" oferece "uma doce melodia". Um artigo do jornal "The Guardian" considerou a canção como "uma canção muito diferente do normal das girlbands". Em 2002, "Sound of the Underground" foi eleita o melhor single pelo "Disney Channel Kids Awards".
Pete Waterman, que produziu One True Voice, concorrentes das Girls Aloud, causou frenesi na mídia acusando as garotas de não serem originais com a música (depois de alegar que era melhor lançar uma nova canção do que uma regravação como single).
Verificou-se então que a canção foi originalmente gravada em 2001, pelo grupo londrino Orchid, que se separou antes de fechar contrato com alguma gravadora. Muitos artigos falsamente afirmaram que a música havia sido "roubada" pelas Girls Aloud. Na verdade, os direitos autorais da música são de Xenomania (um dos produtores das Girls Aloud), e a versão original foi utilizada apenas como teste. Quando a canção foi apresentada para as garotas e sua equipe, eles decidiram gravá-la e serem as primeiras a lançarem a música como single - o que torna a música delas, e não uma regravação como sugeriam alguns artigos.

## Videoclipe
O vídeo de "Sound of the Underground" foi filmado em um grande galpão em Londres, apenas alguns dias após a formação do grupo.
Ele apresenta as garotas em várias cenas underground. Na cena em que as cinco garotas estão juntas, elas cantam a música com o apoio de uma banda, dentro de uma espécie de "grande gaiola". Conforme a música avança, cada garota usa também um microfone e começa a coreografia, que foi repetida em diversas apresentações ao vivo do grupo. Nas cenas solo, cada garota é mostrada sentada ou de pé no ambiente underground, intercaladas com várias outras cenas, como uma lâmpada se quebrando e pegando fogo.

## Faixas e formatos
Esses são os principais formatos lançados do single de "Sound of the Underground":
UK CD1
1. "Sound of the Underground" - 3:43
2. "Stay Another Day" - 4:24
3. "Sound of the Underground" (Brian Higgins Mix) - 4:40

UK CD2
1. "Sound of the Underground" - 3:43
2. "Stay Another Day" (Instrumental) - 4:23
3. Entrevista - 7:13

German CD Single (lançado na Alemanha em maio de 2003)
1. "Sound of the Underground" - 3:43
2. "Stay Another Day" - 4:24
3. "Sound of the Underground" (Brian Higgins Mix) - 4:40
4. "Sound of the Underground" (Flip & Fill Remix) - 5:36
5. Entrevista - 7:13

### Versões
Essas são as versões oficiais e remixes lançados:
| Versão                       | Onde foi lançado                                                                      |
| ---------------------------- | ------------------------------------------------------------------------------------- |
| Album Version                | "Sound of the Underground" single, Sound of the Underground, The Sound of Girls Aloud |
| Instrumental                 | "Sound of the Underground" single                                                     |
| Brian Higgins Mix            | "Sound of the Underground" single                                                     |
| Flip & Fill Remix            | "Sound of the Underground" single                                                     |
| Video                        | "No Good Advice" single, Girls on Film (DVD), Style (DVD)                             |
| Extended Performance Version | The Sound of Girls Aloud (Edição especial)                                            |

## Desempenho nas Paradas
"Sound of the Underground" estreou em primeiro lugar no UK Singles Chart em 22 de dezembro de 2002. As Girls Aloud venderam pouco mais de 213.000 cópias na primeira semana, enquanto "Sacred Trust" do One True Voice vendeu apenas 147.000. A canção passou quatro semanas em primeiro lugar, e recebeu a certificação de platina em março de 2003. A canção teve sucesso semelhante na Irlanda. "Sound of the Underground" estreou em segundo lugar, enquanto One True Voice alcançou apenas a 9ª colocação. Elas mantiveram a segunda colocação na segunda semana, e na semana seguinte alcançaram o primeiro lugar.

### Posiçao nas paradas
| Parada (2002/2003)                          | Posição |
| ------------------------------------------- | ------- |
| Austrália - ARIA Charts                     | 31      |
| Bélgica - Top 40                            | 13      |
| França - Top 50                             | 55      |
| Grécia - Singles Chart                      | 8       |
| Irlanda - IRMA Charts                       | 1       |
| México - Top 100                            | 74      |
| Países Baixos - Top 40                      | 9       |
| Reino Unido - Singles Chart                 | 1       |
| Reino Unido - Parada de final de ano (2002) | 17      |
| Reino Unido - Parada de final de ano (2003) | 21      |
| Roménia - Singles Chart                     | 10      |
| Suécia - Singles Chart                      | 39      |
| Suíça - Singles Chart                       | 25      |